# Wojciech Piekarski (żołnierz)
Wojciech Piekarski (ur. 13 kwietnia 1919 w Dębej, zm. 29 września 1998 w Gliwicach) – polski wojskowy, pułkownik Wojska Polskiego.

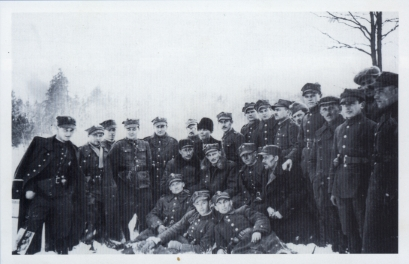
Żołnierze mjr Henryka Dobrzańskiego „Hubala” (zima 1939)

## Życiorys
Był jednym z ostatnich walczących w mundurze żołnierzy po klęsce wrześniowej. Do Oddziału Wydzielonego Wojska Polskiego wstąpił w Gałkach. Przebywał w nim do 13 marca 1940 roku tzn. prawie do samego końca, gdyż 30 kwietnia 1940 roku zginął dowódca oddziału mjr Henryk Dobrzański.
Złapany przez Niemców został wysłany na roboty przymusowe do III Rzeszy. Po zakończeniu II wojny światowej wstąpił do ludowego wojska polskiego (LWP), następnie do nowo tworzonych Wojsk Ochrony Pogranicza. Służbę w Wojskach Ochrony Pogranicza zakończył, jako zastępca dowódcy do spraw liniowych Górnośląskiej Brygady WOP w Gliwicach.
Zmarł 29 września 1998 roku w Gliwicach. Pochowany został na Cmentarzu Lipowym w Gliwicach (sektor LA6, rząd 12, nr grobu 38).

## Odznaczenia
- Krzyż Kawalerski Orderu Odrodzenia Polski
- Złoty Krzyż Zasługi
- Srebrny Krzyż Zasługi
- Medal 30-lecia Polski Ludowej
- Medal 40-lecia Polski Ludowej
- Złoty „Siły Zbrojne w Służbie Ojczyzny”
- Srebrny Medal „Siły Zbrojne w Służbie Ojczyzny”
- Brązowy Medal „Siły Zbrojne w Służbie Ojczyzny”
- Srebrny Medal „Za Zasługi dla Obronności Kraju”
- Brązowy Medal „Za Zasługi dla Obronności Kraju”
- Złota Odznaka „Za zasługi w obronie granic PRL”
- Brązowa Odznaka „Za zasługi w obronie granic PRL”
- Brązowa Odznaka „W Służbie Narodu”
- Odznaka 1000-lecia Państwa Polskiego
- i wiele innych.